# Ruido de la orina
Por ruido de la orina se entiende el sonido que produce dicho líquido al golpear un orinal, inodoro o tubo colector. Algunos de los sonidos generados al miccionar son particularmente susceptibles de propagarse por cuerpos sólidos como paredes y techos, haciéndose perceptibles en habitaciones contiguas del mismo edificio. Durante el proceso de construcción de un inmueble, se ha de tratar de minimizar en la medida de lo posible la audibilidad de tales sonidos, con objeto de evitar molestar a los vecinos, especialmente cuando se trata de hoteles y edificios de viviendas. Las medidas que se deben tomar durante la construcción para combatir estos ruidos están especificadas en la norma DIN 4109-89 ('Protección auditiva en la ingeniería civil').
Los ruidos en la instalación se calculan generalmente mediante la siguiente fórmula:
{\displaystyle L_{IN}=30-20\cdot \log {\frac {m^{\prime }}{220\cdot {\textrm {kg}}/{\textrm {m}}^{2}}}}
En esta fórmula, LIN denota el nivel de ruido; este depende de m′, que representa la densidad superficial (kg/m²) de las paredes, canalizaciones y equipamiento sanitario presentes en la habitación. El ruido de la orina es más bajo, cuanto más pesadas sean las paredes por metro cuadrado. Así, el ruido decrece a una razón de 20⋅log 2 = 6,02 dB al duplicarse la masa.